# Десятиногі
Десятино́гі (Decapoda) — ряд, який об'єднує ракоподібних, що мають 10 кінцівок: одну пару клешень, на які перетворилася передня пара ходильних кінцівок, і 4 пари власне ходильних кінцівок. Десятиногі ракоподібні найбільші за розміром серед усіх ракоподібних.

## Особливості біології

### Опорно-руховий апарат
Хітиновий панцир утворює складний скелет — каркас тіла рака. На відміну від тіла червів, рак не має шкірно-мускульного мішка. Мускулатура тварини представлена окремими пучками м'язів, що прикріплюються до хітинового панцира. Всі внутрішні органи містяться у змішаній порожнині тіла.

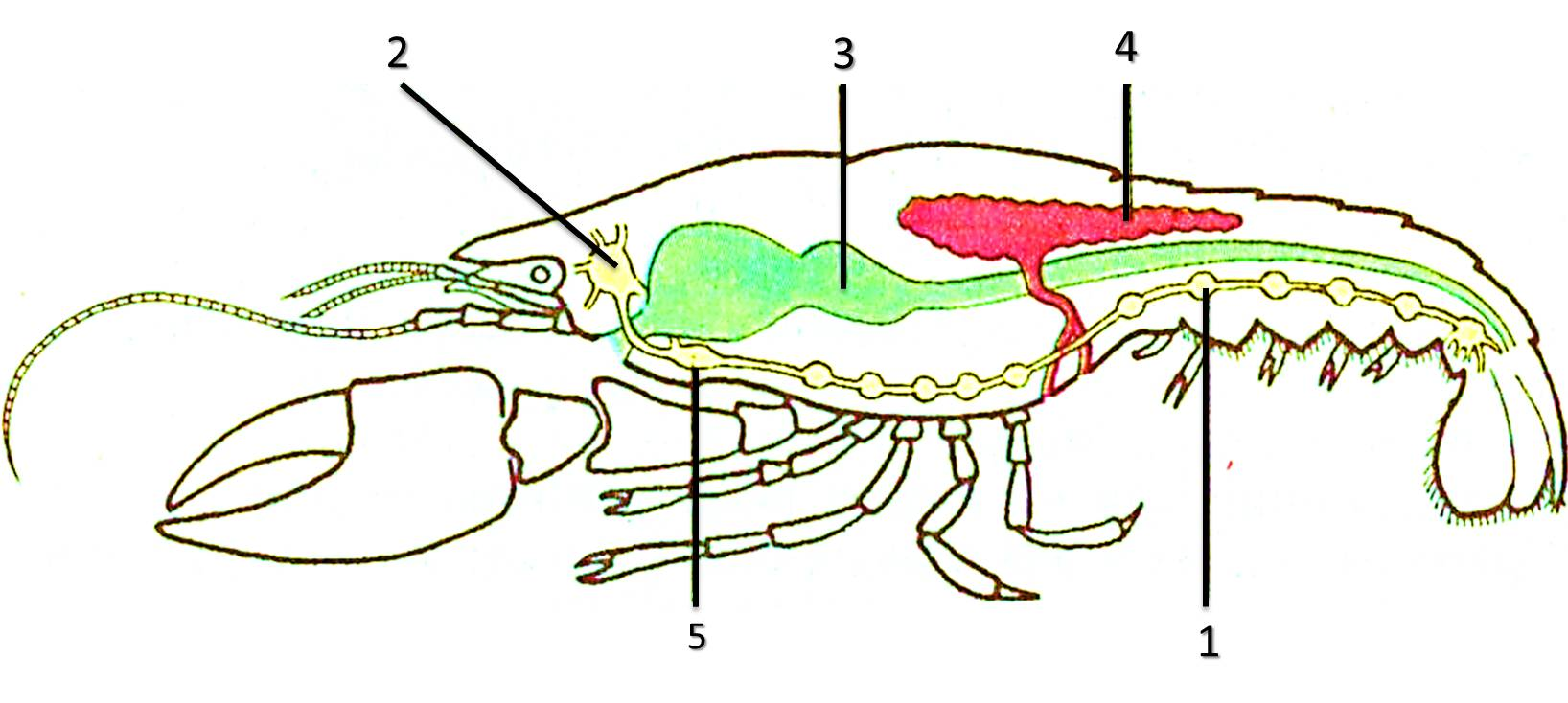
Травна, нервова і статева системи. 1 — нервовий ланцюжок, 2 — навкологлоткове кільце, 3 — травна система, 4 — статева система, 5 — підглотковий нервовий вузол

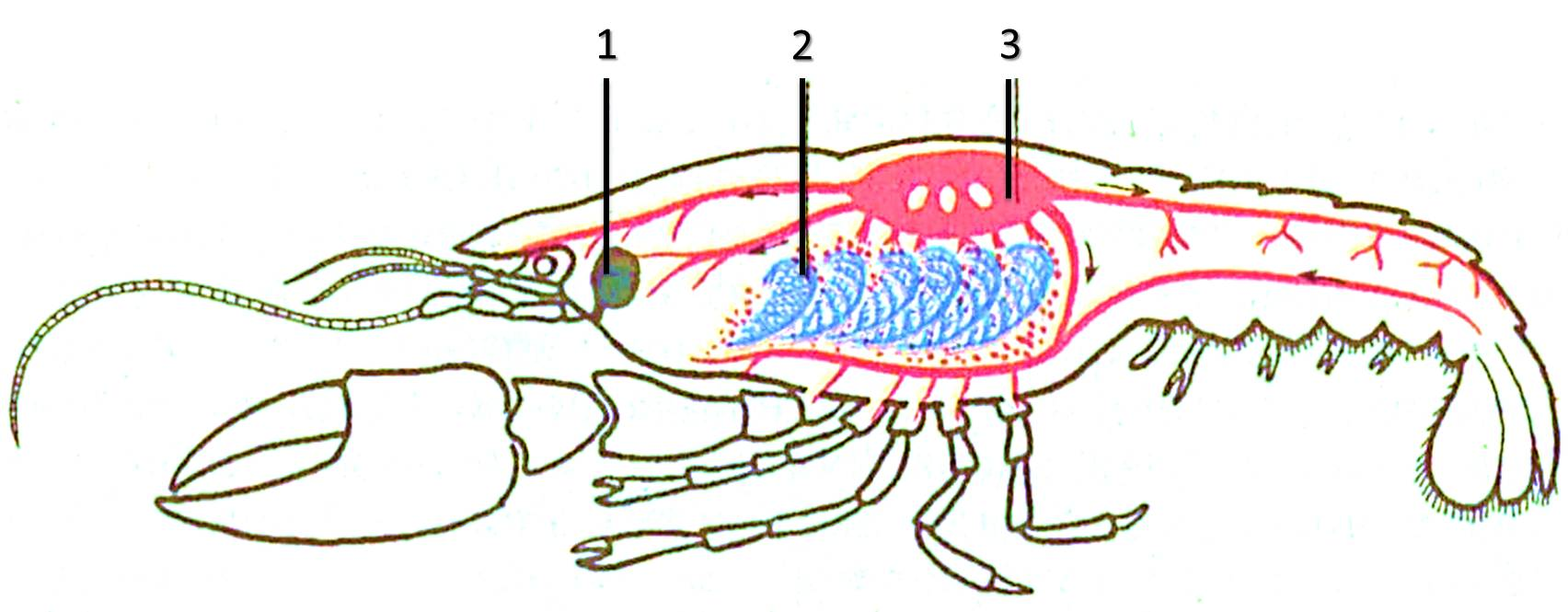
Видільна і кровоносна системи. 1 — видільна система, 2 — зябра, 3 — кровоносна система

### Травна система
Травна система починається ротом, далі розташований стравохід, який переходить у шлунок, що складається з двох відділів: жувального й цідильного. Стінки жувального відділу мають спеціальні хітинові вирости (вапняні хітинові зубці), котрі перетирають їжу. У цідильному відділі їжа фільтрується (диференціюється за допомогою складного апарату, що фільтрує). При цьому дуже крупні харчові частки виключаються з травлення, а ті, що пройшли через фільтр, поступають в травну залозу — складну систему виростів середньої кишки, де відбувається власне переварювання і всмоктування. Неперетравлені залишки виводяться назовні через анальний отвір, розташований на тельсоні (анальній лопаті).

### Видільна система
Видільна система рака має вигляд круглих зелених залоз. Вони містяться під панциром на спинному боці і відкриваються назовні біля основних вусиків.

### Дихальна система
У рака під панциром біля основних ніг розташовані зябра. Це перисті вирости тіла. Вода омиває зябра, і розчинений у ній кисень потрапляє в кров, а вуглекислий газ із крові виділяється у воді.

### Кровоносна система
Кровоносна система в річкового раки незамкнута, тобто кров із судин витікає безпосередньо в порожнину тіла. Розчинений у воді кисень проникає через зябра в кров, а вуглекислий газ, що накопичився в крові, через зябра виводиться назовні.

### Нервова система
Нервова система складається з навкологлоткового нервового кільця і черевного нервового ланцюжка. Нерви, що відходять від навкологлоткового кільця, пов'язані з органами чуття і ротовим апаратом, а ті, що відходять від нервового ланцюжка, — з внутрішніми органами.

### Органи чуття
Органи чуття у рака добре розвинені. Складні очі розташовані на рухливих стебельцях, що дає йому змогу дивитися в різні боки, не повертаючи тіла. Кожне око утворене численними вічками, кількість яких з віком зростає. Вічко бачить лише якусь невеличку частинку зображення, і тільки усі вічка разом можуть сприйняти його цілком. Таке око називається фасетковим, а кожне вічко у ньому — фасеткою.

## Систематика

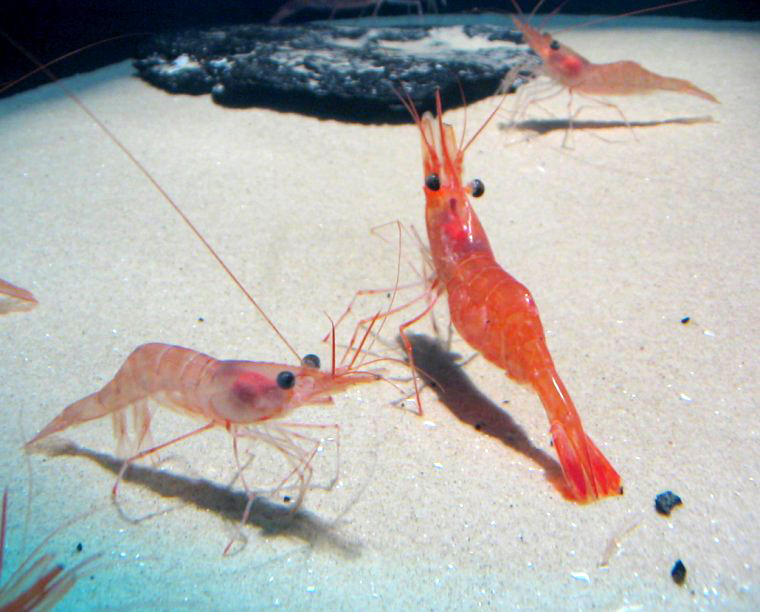
Креветки (Caridea)

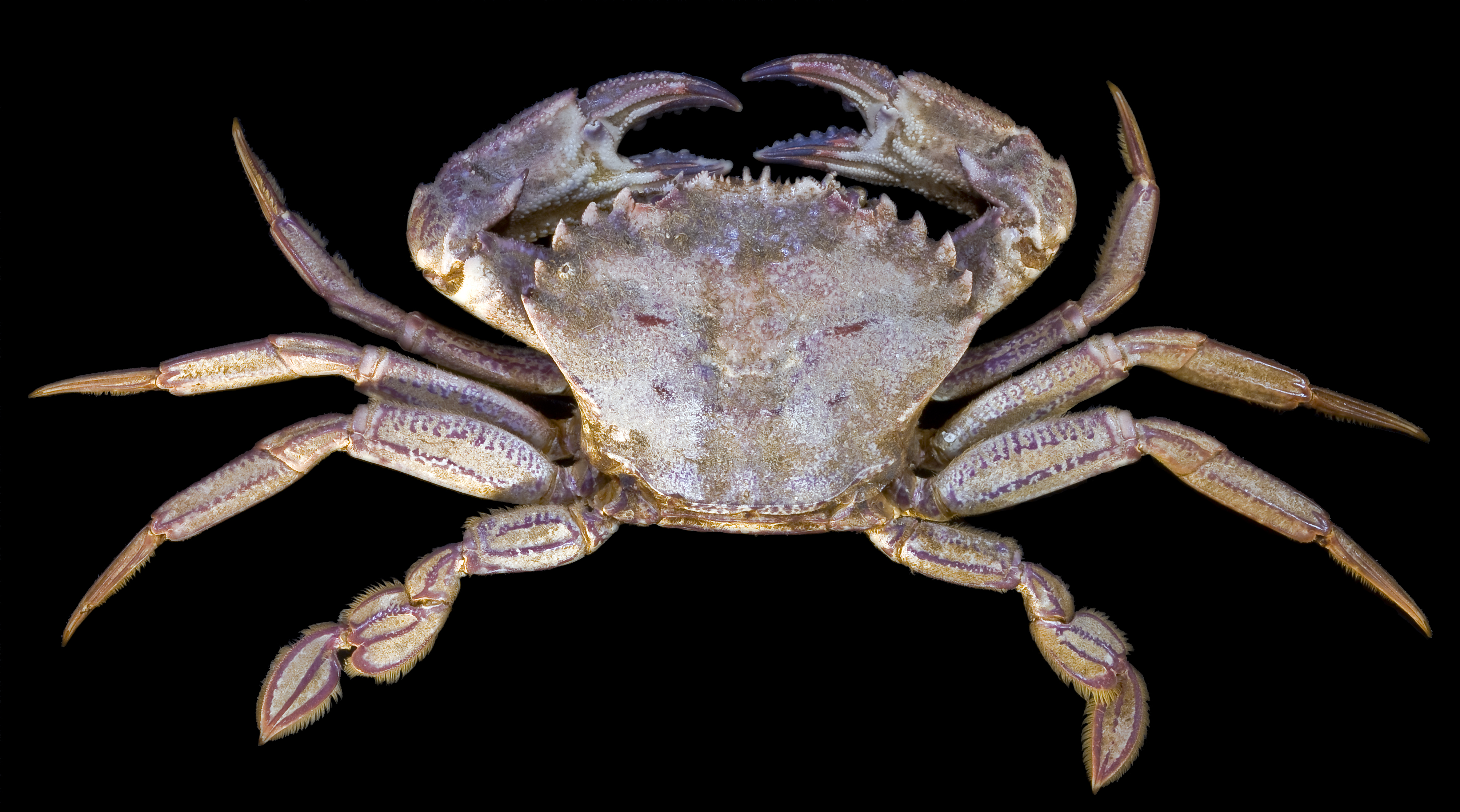
Краби (Brachyura)

Сучасна класифікація налічує два підряди та 12 інфрарядів:
Ряд Decapoda Latreille, 1802
- Підряд Dendrobranchiata Bate, 1888 — Пильчасті креветки
  - Інфраряд Penaeoidea Rafinesque, 1815
  - Інфраряд Sergestoidea Dana, 1852
- Підряд Pleocyemata Burkenroad, 1963 — Плеоцимати
  - Інфраряд Stenopodidea Bate, 1888
  - Інфраряд Caridea Dana, 1852
  - Інфраряд Astacidea Latreille, 1802
  - Інфраряд Glypheidea Winckler, 1882
  - Інфраряд Axiidea de Saint Laurent, 1979b
  - Інфраряд Gebiidea de Saint Laurent, 1979
  - Інфраряд Achelata Scholtz & Richter, 1995
  - Інфраряд Polychelida Scholtz & Richter, 1995
  - Інфраряд Anomura MacLeay, 1838
  - Інфраряд Brachyura Linnaeus, 1758

### Види
Кількість видів цього ряду становить майже половину усіх представників класу Ракоподібні.
Найвідоміші ряду Десятиногих — це креветки (Caridea), морські раки — омари (Nephropidae, іноді Homaridae), лангусти (Panulirus), краби (Brachyura).